# 陳牧雨
陳牧雨（1949年9月28日—），原名陳榮輝，台灣畫家，台灣台南佳里人，現為專業水墨畫家及書畫教師。曾就读于北門高中，之後進入中國文化大學美術系深造，曾師事畫家歐豪年、莊嚴、江兆申、賴敬程、李奇茂、曾紹杰。
陳牧雨曾獲得全省美展優選獎、服兵役期間亦參與憲兵司令部舉辦的「憲光美展」，獲得國畫部第二名，退伍後於基隆市暖暖國中擔任美術老師，直到1997年獲得吳三連獎第二十屆文藝獎。迄今除創作以外，也在各地開班授課，同時為人間福報執筆專欄。

## 畫展及活動

### 個展
- 1980年　台北省立博物館[4]
- 1981年　台北尚雅畫廊、台南／金藝廊，高雄／玄門畫廊
- 1984年　台北省立博物館、台南市立圖書館中正藝廊
- 1985年　台北六六藝廊、台中市立文化中心、基隆海門藝廊
- 1986年　台南永福館、台南縣立文化中心
- 1988年　台北新生畫廊
- 1989年　高雄社教館
- 1990年　韓國首爾新世界美術館
- 1991年　台北齊拓藝術中心
- 1992年　高雄積禪藝術中心、台北快雪堂藝術中心
- 1993年　台北快雪堂藝術中心
- 1998年　台北中國時報時報廣場
- 2003年　台北市長官邸藝文沙龍
- 2008年　台南縣政府　墨楮流月：陳牧雨六十回顧展[5]
- 2018年　長流畫廊　牧雨耕煙──陳牧雨七十回顧展[6]

### 聯展
- 1980年　韓國當代青年現代國畫特展
- 1980年　日本亞細亞第十六屆美展
- 1981年　國立歷史博物館建國七十年特展
- 1981年　美國亞特蘭市中華現代國畫展
- 1981年　日本東京市中日美術交換展
- 1985年　香港中國美術交流展
- 1985年　香港中韓美術交流展
- 1985年　台北市立美術館牛年牛展
- 1985年　高雄中國當代美術特展
- 1986年　台北市立美術館虎年虎展
- 1985年　高雄中國當代美術特展
- 1986年　台南市中正藝廊當代名家冊頁展
- 1987年　國立歷史博物館韓中美術交流展
- 1987年　國立歷史博物館母親節萱花特展並應邀現場揮毫
- 1988年　國立歷史博物館龍年龍展，作品並收為刊物封面
- 1988年　台南市北門區寫生展
- 1988年　頭寮寫生展
- 1988年　韓國首爾韓中藝術展
- 1989年　台中文化中心建府百年美哉台中展
- 1989年　國立歷史博物館貢寮寫生展
- 1989年　國立歷史博物館當代畫家美國書畫巡迴展
- 1990年　國立歷史博物館馬年馬展
- 1991年　高雄及台中，黃山寫生展
- 1992年　國立藝術館，秋之詩水墨畫展
- 1993年　國立藝術館，猴年名家畫猴展
- 1993年　台北畫廊雞年特展、美國紐約市中華文化中心
- 1993年　台中畫廊
- 1993年　台南縣文化中心南瀛風情畫我故鄉特展
- 1994年　國立歷史博物館甲戌年迎新書畫聯展、海峽兩岸名家交流聯展
- 1994年　第八屆全國美展港澳台邀請展於北京中國美術館
- 1994年　台北世貿中心畫廊博覽會
- 1995年　國立藝術館豬年畫豬展
- 1996年　國立藝術館鼠年畫鼠展
- 1997年　國立藝術館牛年牛畫展
- 1998年　台北市立美術館吳三連百年冥誕紀念聯展
- 2000年　法國巴黎龍年龍展
- 2000年　美國紐約龍年龍展
- 2001年　國立台北科技大學名家書畫特展
- 2003年　台北市立美術館，百人畫展
- 2010年　文化大美華岡藝展於中正紀念堂

### 典藏單位
- 高雄市立美術館
- 台北市立美術館
- 高雄小港機場貴賓室
- 國立歷史博物館
- 國立台灣技術學院（1981年）
- 國立中興大學美術館
- 國立中正大學（1981年）
- 鹿港民俗文物館

### 其他殊榮
- 1987年　書寫「歡騰」二字於行政法人中正文化中心國家音樂廳開幕海報
- 1989年　觀光協會邀訪柏林世界旅展並赴法、荷訪問奧賽美術館、龐畢度文化中心、羅浮宮
- 1990年　作品刊錄於七月份中文版讀者文摘封面
- 1991年　作品刊錄於二月份中文版讀者文摘封面
- 1992年　中華民國八十一年國慶籌備委員會藝術顧問
- 1995年　高雄市第十二屆美展水墨部評審
- 1997年　作品「聽泉」獲高雄市立美術館典藏
- 1998年　高雄市立美術館第二屆典藏委員、高雄市第十五屆美展審查委員
- 2000年　台北市立美術館典藏點檢委員會委員
- 2002年　高雄市立美術館典藏委員
- 2003年　台北市政府市政大樓名人藝術畫廊評審委員
- 2003年　作品「坐看雲起時」、「藍鵲飛過」獲台北市立美術館典藏
- 2005年　中國時報旅遊版撰寫專欄
- 2006年　台北市立美術館第十五屆典藏委員會委員、高雄市立美術館第六屆典藏委員
- 2006年　二月起為人間福報撰寫藝術專欄
- 2007年　台北市立美術館書法教育展諮詢委員
- 2010年　南瀛美展書法審查委員
- 公共電視民族薪傳節目示範水墨畫法
- 建國100年、101年國立美術館全國美展評審委員
- 李崗導演電影《阿罩霧風雲》題字

## 資料來源
1. ↑  .   [2015-08-20]. （原始内容存档于2015-01-13）.
2. ↑  .   [2015-08-20]. （原始内容存档于2019-06-08）.
3. ↑  第20屆吳三連獎 （页面存档备份，存于）
4. ↑  .   [2015-08-20]. （原始内容存档于2020-02-21）.
5. ↑  .   [2024-07-15]. （原始内容存档于2023-03-22）.
6. ↑  .   [2024-07-15]. （原始内容存档于2024-07-15）.